# One Nite Alone… Live!
A One Nite Alone… Live! Prince és a The New Power Generation koncertalbum díszdoboza, amelyeket a One Nite Alone… Tour alatt vettek fel. 
Prince háttérzenészei között volt Sheila E., Maceo Parker, Eric Leeds, Candy Dulfer, Greg Boyer, Renato Neto, John Blackwell és Rhonda Smith. A teljes albumot élőben vette fel Prince koncert-hangmérnöke Scottie Baldwin.
A One Nite Alone… Live! Prince első hivatalosan kiadott koncertfelvételeit tartalmazza több, mint kilenc különböző koncertről. A számlista egy átlagos koncertélménnyel egyezik meg, bár hiányzik róla több gyakran előadott feldolgozás (az "A Case of You", a "Love Rollercoaster", a "La-La Means I Love You" és a "Sing A Simple Song").
Az albumborítót Sam Jennings készítette.
2020. május 29-én az album Up All Nite with Prince: The One Nite Alone Collection címen újra ki lett adva egy 4CD+DVD díszdobozként a One Nite Alone… stúdióalbummal és a Live at the Aladdin Las Vegas DVD-vel kiegészítve.

## One Nite Alone… Live!

### Első lemez: Main Act, Part 1
1. "Rainbow Children" – 11:46
2. "Muse 2 the Pharaoh" – 4:49
3. "Xenophobia" – 12:40
4. "Extraordinary" – 5:02
5. "Mellow" – 4:30
6. "1+1+1 Is 3" – 6:05
7. "Other Side of the Pillow" – 4:46
8. "Strange Relationship" – 4:13
9. "When U Were Mine" – 3:47
10. "Avalanche" – 6:04

### Második lemez: Main Act, Part 2
1. "Family Name" – 7:17
2. "Take Me with U" – 2:54
3. "Raspberry Beret" – 3:26
4. "Everlasting Now" – 7:41
5. "One Nite Alone…" – 1:12
6. "Adore" – 5:33
7. "I Wanna B Ur Lover" – 1:22
8. "Do Me, Baby" – 1:56
9. "Condition of the Heart (Interlude)" – 0:39
10. "Diamonds and Pearls" – 0:41
11. "The Beautiful Ones" – 2:10
12. "Nothing Compares 2 U" – 3:48
13. "Free" – 1:06
14. "Starfish and Coffee" – 1:07
15. "Sometimes It Snows in April" – 2:41
16. "How Come U Don't Call Me Anymore?" – 5:07
17. "Anna Stesia" – 13:12

### Harmadik Lemez: The Aftershow: It Ain't Over!
1. "Joy in Repetition" – 10:56
2. "We Do This" – 4:42
3. Medley: "Just Friends (Sunny)"/"If You Want Me to Stay" – 4:26
4. "2 Nigs United 4 West Compton" – 6:15
5. "Alphabet Street" – 2:55
6. "Peach [Xtended Jam]" – 11:19
7. "Dorothy Parker" – 6:17
8. "Girls & Boys" – 6:59
9. "Everlasting Now (Vamp)" – 1:49

## Up All Nite with Prince: The One Nite Alone Collection

### Első lemez: One Nite Alone… Solo Piano and Voice by Prince
1. One Nite Alone… – 3:38
2. U're Gonna C Me – 5:17
3. Here On Earth – 3:23
4. A Case Of U – 3:40
5. Have a Heart – 2:05
6. Objects In The Mirror – 3:27
7. Avalanche – 4:25
8. Pearls B4 The Swine – 3:01
9. Young And Beautiful – 2:45
10. Arboretum – 2:19

### Második lemez: Main Act, Part 1
1. "Rainbow Children" – 11:46
2. "Muse 2 the Pharaoh" – 4:49
3. "Xenophobia" – 12:40
4. "Extraordinary" – 5:02
5. "Mellow" – 4:30
6. "1+1+1 Is 3" – 6:05
7. "Other Side of the Pillow" – 4:46
8. "Strange Relationship" – 4:13
9. "When U Were Mine" – 3:47
10. "Avalanche" – 6:04

### Harmadik lemez: Main Act, Part 2
1. "Family Name" – 7:17
2. "Take Me with U" – 2:54
3. "Raspberry Beret" – 3:26
4. "Everlasting Now" – 7:41
5. "OOne Nite Alone…" – 1:12
6. "Adore" – 5:33
7. "I Wanna B Ur Lover" – 1:22
8. "Do Me, Baby" – 1:56
9. "Condition of the Heart (Interlude)" – 0:39
10. "Diamonds and Pearls" – 0:41
11. "The Beautiful Ones" – 2:10
12. "Nothing Compares 2 U" – 3:48
13. "Free" – 1:06
14. "Starfish and Coffee" – 1:07
15. "Sometimes It Snows in April" – 2:41
16. "How Come U Don't Call Me Anymore?" – 5:07
17. "Anna Stesia" – 13:12

### Negyedik Lemez: The Aftershow: It Ain't Over!
1. "Joy in Repetition" – 10:56
2. "We Do This" – 4:42
3. Medley: "Just Friends (Sunny)"/"If You Want Me to Stay" – 4:26
4. "2 Nigs United 4 West Compton" – 6:15
5. "Alphabet Street" – 2:55
6. "Peach [Xtended Jam]" – 11:19
7. "Dorothy Parker" – 6:17
8. "Girls & Boys" – 6:59
9. "Everlasting Now (Vamp)" – 1:49

### Ötödik lemez: Prince Live At The Aladdin Las Vegas
1. Intro / Soundcheck
2. Pop Life
3. Money Don't Matter 2 Night / The Work
4. Push & Pull
5. 1+1+1=3 (Love Rollercoaster / Housequake)
6. Strollin' / U Want Me
7. Gotta Broken Heart Againű
8. Strange Relationship
9. Pass The Peas
10. Whole Lotta Love
11. Family Name
12. Take Me With U
13. The Everlasting Now
14. Sometimes It Snows In April
15. The Ride

## Slágerlisták
| Slágerlista (2020)                   | Legmagasabb pozíció |
| ------------------------------------ | ------------------- |
| Belga Albumok (Ultratop Wallonia)    | 144                 |
| Francia Albumok (SNEP)               | 184                 |
| Német Albumok (Offizielle Top 100)   | 58                  |
| Svájci Albumok (Schweizer Hitparade) | 36                  |

| Slágerlista (2020)                   | Legmagasabb pozíció |
| ------------------------------------ | ------------------- |
| Belga Albumok (Ultratop Flanders)    | 53                  |
| Belga Albumok (Ultratop Wallonia)    | 98                  |
| Holland Albumok (Album Top 100)      | 38                  |
| Francia Albumok (SNEP)               | 114                 |
| Német Albumok (Offizielle Top 100)   | 30                  |
| Skót Albumok (OCC)                   | 19                  |
| Svájci Albumok (Schweizer Hitparade) | 61                  |

| Slágerlista (2020)                | Legmagasabb pozíció |
| --------------------------------- | ------------------- |
| Belga Albumok (Ultratop Flanders) | 192                 |
| Belga Albumok (Ultratop Wallonia) | 105                 |
| Francia Albumok (SNEP)            | 191                 |